# Liste der National Historic Landmarks in Kentucky
Diese vollständige Liste der National Historic Landmarks in Kentucky führt alle Objekte und Stätten im US-amerikanischen Bundesstaat Kentucky auf, die in diesem Bundesstaat als National Historic Landmark (NHL) eingestuft sind und unter der Aufsicht des National Park Service stehen. Diese Bauwerke, Distrikte, Objekte und andere Stätten entsprechen bestimmten Kriterien hinsichtlich ihrer nationalen Bedeutung. Diese Liste führt die Objekte nach den amtlichen Bezeichnungen im National Register of Historic Places.

## Unterscheidung zum National Register of Historic Places
Alle NHLs werden automatisch in das NRHP aufgenommen, eine Liste historischer Bauten, die der National Park Service deklaratorisch als Denkmal anerkennt. Der wesentliche Unterschied zwischen einer NHL und einem allgemeinen NRHP-Eintrag liegt in der landesweiten Bedeutung, die NHLs haben, während die meisten anderen Einträge nur von örtlichem oder bundesstaatlichem Interesse sind.

## Legende
| NHL  | National Historic Landmark          |
| NHLD | National Historic Landmark District |

## Derzeitige NHLs in Kentucky
|    | Name der Stätte                                  | Bild | Jahr | Ort                                                      | County           | Beschreibung |
| -- | ------------------------------------------------ | ---- | ---- | -------------------------------------------------------- | ---------------- | --- |
| 1  | Daniel Carter Beard Boyhood Home                 |      | 1965 | Covington 39° 5′ 21″ N, 84° 30′ 20″ W                    | Kenton County    | Heimat von Daniel Carter Beard, dem Gründer der Sons of Daniel Boone, einem Vorläufer der Boy Scouts of America |
| 2  | Belle of Louisville                              |      | 1989 | Louisville 38° 15′ 15″ N, 85° 45′ 37″ W                  | Jefferson County | Einer der letzten existierenden historischen Schaufelraddampfer |
| 3  | Maker’s Mark (Burks’ Distillery)                 |      | 1980 | Loretto 37° 38′ 52″ N, 85° 20′ 56″ W                     | Marion County    | Die älteste noch in Betrieb befindliche Whiskydestillerie Kentuckys |
| 4  | Camp Nelson Historic and Archeological District  |      | 2013 | Nicholasville 37° 47′ 10″ N, 84° 35′ 59″ W               | Jessamine County | Einst eines der größten Rekrutierungs- und Trainingszentren für schwarze Amerikaner während des Sezessionskrieges, ist Camp Nelson auch von Bedeutung als Stätte eines Flüchtlingslagers für Frauen und Kinder, die aus der Sklaverei entflohen und nach Freiheit strebten. |
| 5  | Churchill Downs                                  |      | 1986 | Louisville 38° 12′ 11″ N, 85° 46′ 12″ W                  | Jefferson County | Galopprennbahn und Austragungsort des jährlich stattfindenden Kentucky Derby |
| 6  | Ashland                                          |      | 1960 | Lexington 38° 1′ 43″ N, 84° 28′ 48″ W                    | Fayette County   | Heimat von Henry Clay (1777–1852), von 1829 bis 1829 US-Außenminister |
| 7  | John A. Roebling Suspension Bridge               |      | 1975 | Covington, Cincinnati (Ohio) 39° 5′ 37″ N, 84° 30′ 36″ W | Kenton County    | Bis zur Eröffnung der Brooklyn Bridge die längste Hängebrücke der Welt |
| 8  | Fort Boonesborough State Park                    |      | 1996 | Richmond 37° 54′ 2″ N, 84° 16′ 6″ W                      | Madison County   | Eine der ersten weißen Siedlungen in Kentucky |
| 9  | Green River Shell Middens Archeological District |      | 1994 | Morgantown Adresse nicht veröffentlicht                  | Butler County    | Archäologische Grabungsstelle |
| 10 | Indian Knoll                                     |      | 1964 | Rockport 37° 15′ 48″ N, 86° 58′ 23″ W                    | Ohio County      | Archäologische Fundstätte |
| 11 | Jacobs Hall, Kentucky School for the Deaf        |      | 1965 | Danville 37° 38′ 29″ N, 84° 46′ 18″ W                    | Boyle County     | Die Jacobs Hall ist das älteste Gebäude der Kentucky School for the Deaf (Schule für Gehörlose) |
| 12 | Keeneland Race Course                            |      | 1986 | Lexington 38° 2′ 44″ N, 84° 36′ 38″ W                    | Fayette County   | Galopprennbahn |
| 13 | Labrot & Graham’s Old Oscar Pepper Distillery    |      | 2000 | Versailles 38° 6′ 46″ N, 84° 48′ 43″ W                   | Woodford County  | Historische Whiskydestillerie |
| 14 | Liberty Hall                                     |      | 1971 | Frankfort 38° 11′ 56″ N, 84° 52′ 53″ W                   | Franklin County  | Wohnhaus von John Brown, der als US-Senator die Erlangung des Status eines Bundesstaates für Kentucky vorantrieb |
| 15 | Lincoln Hall, Berea College                      |      | 1974 | Berea 37° 34′ 19″ N, 84° 17′ 9″ W                        | Madison County   | Gebäude auf dem Gelände des Berea College, des ersten gemischtgeschlechtlichen und gemischtrassigen Colleges in den Südstaaten |
| 16 | Historic Locust Grove                            |      | 1986 | Louisville 38° 17′ 13″ N, 85° 39′ 43″ W                  | Jefferson County | Früheres Wohnhaus von George Rogers Clark |
| 17 | Louisville Water Tower                           |      | 1971 | Louisville 38° 16′ 50″ N, 85° 42′ 4″ W                   | Jefferson County | Alter Wasserturm von Louisville von 1856 |
| 18 | Mayor Andrew Broaddus                            |      | 1989 | Louisville 38° 15′ 33″ N, 85° 45′ 18″ W                  | Jefferson County | Schwimmende Seenotrettungsstation des United States Life-Saving Service |
| 19 | Ephraim McDowell House                           |      | 1965 | Danville 37° 38′ 42″ N, 84° 46′ 16″ W                    | Boyle County     | Haus des Arztes Ephraim McDowell |
| 20 | Middle Creek Battlefield                         |      | 1992 | Prestonsburg 37° 39′ 8″ N, 82° 48′ 40″ W                 | Floyd County     | Ort der Battle of Middle Creek im Amerikanischen Bürgerkrieg, die für die Unionstruppen siegreich war |
| 21 | Mill Springs Battlefield                         |      | 1994 | Nancy 37° 0′ 19″ N, 84° 45′ 28″ W                        | Pulaski County   | Ort der Battle of Mill Springs |
| 22 | Old Bank of Louisville                           |      | 1971 | Louisville 38° 15′ 20″ N, 85° 45′ 20″ W                  | Jefferson County | |
| 23 | Transylvania University (Old Morrison)           |      | 1965 | Lexington 38° 3′ 9″ N, 84° 29′ 38″ W                     | Fayette County   | Das Morrison College war eines der ältesten Gebäude der Universität, der ersten westlich der Appalachen |
| 24 | Old State Capitol                                |      | 1971 | Frankfort 38° 12′ 1″ N, 84° 52′ 36″ W                    | Franklin County  | Das auch als Old Statehouse bekannte Gebäude war das dritte State Capitol von Kentucky |
| 25 | Perryville Battlefield State Historic Site       |      | 1960 | Perryville 37° 40′ 31″ N, 84° 58′ 11″ W                  | Boyle County     | Die Schlacht bei Perryville war die größte Schlacht im Amerikanischen Bürgerkrieg auf dem Gebiet Kentuckys. |
| 26 | Pine Mountain Settlement School                  |      | 1991 | Bledsoe 36° 56′ 55″ N, 83° 10′ 59″ W                     | Harlan County    | |
| 27 | Pleasant Hill                                    |      | 1971 | Harrodsburg 37° 49′ 5″ N, 84° 44′ 25″ W                  | Mercer County    | Gemeinde der religiösen Gruppe der Shaker |
| 28 | George T. Stagg Distillery                       |      | 2013 | Frankfort 38° 13′ 3″ N, 84° 52′ 11″ W                    | Franklin County  | Mit Einrichtungen, die aus der Zeit von etwa 1880 bis 1953 stammen, ist George T. Stagg ein seltenes Beispiel einer Brennerei, die vor, während und nach der Prohibition ihren Whisky erzeugt hat. Die Brennerei bietet deswegen eine sonst nicht vorhandene Studienmöglichkeit der Evolution von Gebäuden und Technologien, die bei den Erzeugern von Whisky in Amerika zum Einsatz kamen. |
| 29 | Zachary Taylor House                             |      | 1961 | Louisville 38° 16′ 45″ N, 85° 38′ 50″ W                  | Jefferson County | Haus von Zachary Taylor (1784–1850), dem Zwölften Präsidenten der Vereinigten Staaten (1849–1850) |
| 30 | United States Marine Hospital of Louisville      |      | 1997 | Louisville 38° 16′ 16″ N, 85° 47′ 2″ W                   | Jefferson County | |
| 31 | Wendover                                         |      | 1991 | Hyden 37° 7′ 39″ N, 83° 21′ 55″ W                        | Leslie County    | Erster Versuch, in den USA das Hebammenwesen zu professionalisieren |
| 32 | Whitney Young Birthplace and Museum              |      | 1984 | Simpsonville 38° 13′ 22″ N, 85° 22′ 20″ W                | Shelby County    | Geburtshaus des Bürgerrechtlers Whitney Young |